# Carlos Enrique Herrera Gutiérrez
Carlos Enrique Herrera Gutiérrez OFM (ur. 21 grudnia 1948 w Managui) – nikaraguański duchowny rzymskokatolicki, od 2005 biskup Jinotega.

## Życiorys
Święcenia kapłańskie przyjął 10 stycznia 1982 w zakonie franciszkanów. Był m.in. dyrektorem zakonnych kolegiów w Juigalpie i Matagalpie, proboszczem zakonnych parafii oraz wikariuszem generalnym diecezji Matagalpa.
10 maja 2005 papież Benedykt XVI mianował go biskupem diecezji Jinotega. Sakry biskupiej udzielił mu 24 czerwca 2005 abp Leopoldo Brenes. Od listopada 2021 jest przewodniczącym nikaraguańskiej Konferencji Episkopatu.